# Onesimus

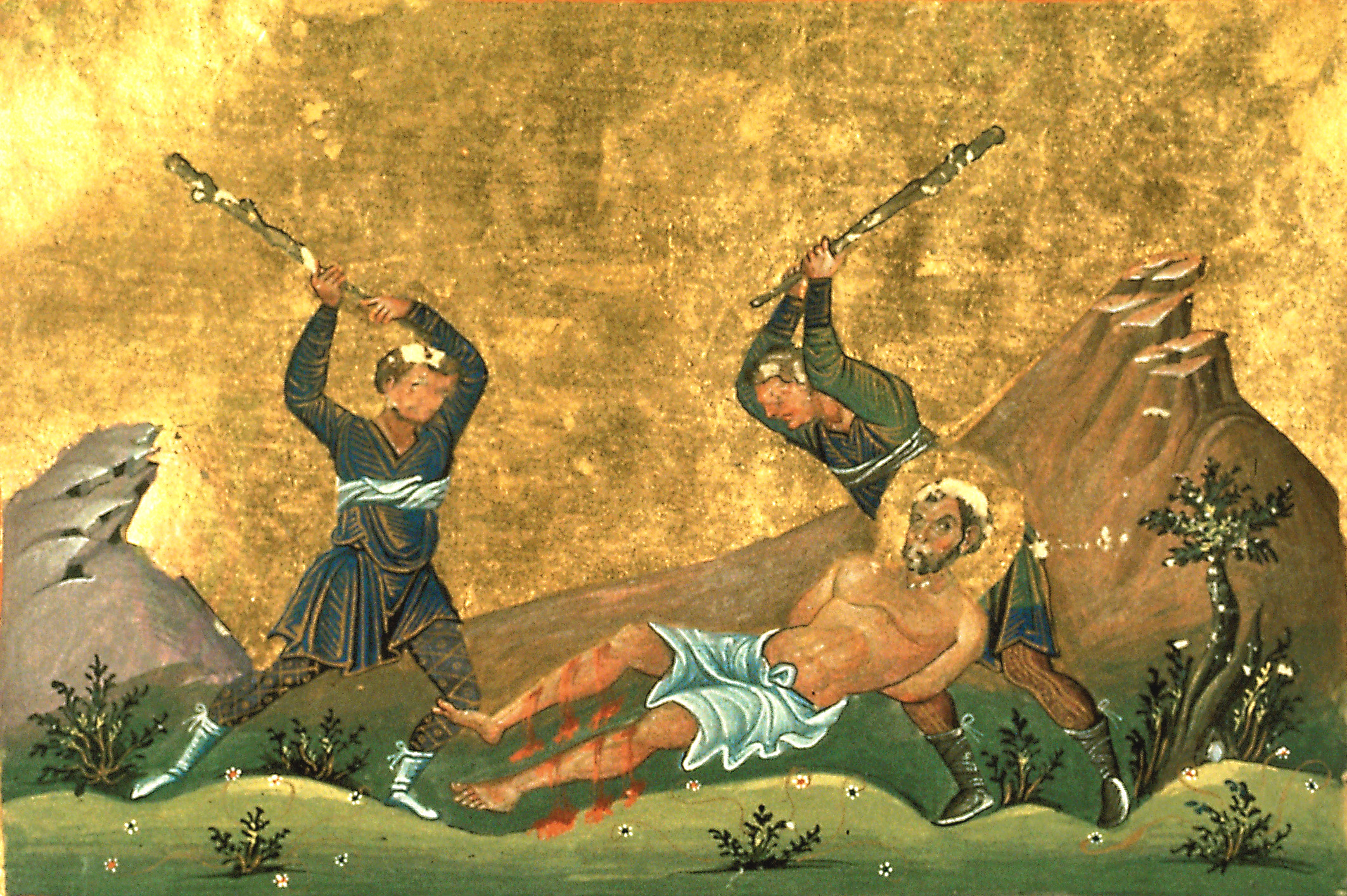
Martyrium des Heiligen Onesimus von Byzanz (Menologion Basileios’ II.)

Der Heilige Onesimus (altgriechisch Ὀνήσιμος Onḗsimos, deutsch ‚der Nützliche‘; † zwischen 68 und 95) wird als Bischof und Märtyrer verehrt.
Der im Brief des Paulus an Philemon erwähnte Sklave namens Onesimus, sowie ein in Kol 4,9  erwähnter Christ Onesimus in Kolossai, möglicherweise mit diesem identisch, wurde mit weiteren Trägern dieses häufigen Namens identifiziert: ein von Ignatius erwähnter Bischof Onesimus von Ephesus, der in den Apostolischen Konstitutionen erwähnte Bischof Onesimus von Borea, der christliche Lehrer Onesimus Leontinis von Sizilien, der während der valerianischen Verfolgung im 3. Jahrhundert den Märtyrertod erlitt.
Onesimus soll der Legende nach Bischof vermutlich von Ephesos oder von Byzantium geworden sein und den Märtyrertod durch Steinigung erlitten haben.

## Gedenktage
- Lutherische Kirche – Missouri-Synode: 15. Februar
- römisch-katholische Kirche: 15. Februar
- orthodoxe Kirchen: 15. Februar, 6. Juli, 22. November, 1. Dezember, 4. Januar (Patron der männlichen Hausangestellten und Knechte)
- Armenische Apostolische Kirche: 15. Februar, 28. August, 27. November
- Koptisch-orthodoxe Kirche: 15. Februar